# Благовіщенське міське поселення
Благові́щенське міське поселення (рос. Благовещенское городское поселение) — муніципальне утворення у складі Благовіщенського району Башкортостану, Росія. Адміністративний центр та єдиний населений пункт — місто Благовіщенськ.

## Населення
Населення — 34967 осіб (2019, 34239 в 2010, 32989 2002).